# Puentes amarillos: Aznar celebra la música de Spinetta
Puentes Amarillos: Aznar Celebra la Música de Spinetta es el séptimo álbum en vivo del músico argentino Pedro Aznar, grabado en un recital gratuito en Plaza Italia, Buenos Aires, Argentina el 29 de abril de 2012 ante más de 50.000 personas como homenaje a Luis Alberto Spinetta, fallecido el 8 de febrero de 2012. El recital surgió como una iniciativa del Gobierno de la Ciudad en el marco de la Feria del Libro. Para la ocasión Pedro se juntó con Hector "Pomo" Lorenzo en batería y Andrés Beeuwsaert en teclados y voz, mientras él se encargó de la guitarra, bajo y voz. Roxana Amed participó como invitada.
Aznar recorrió la carrera de Spinetta en 26 temas editados entre 1968 y 1991, interpretando tanto canciones de sus ex-bandas (Almendra, Pescado Rabioso, Invisible y Spinetta Jade) como de su carrera solista, excluyendo así a su banda Spinetta y Los Socios del Desierto, y a temas de sus últimos 20 años como solista. Incluyó además una composición de ambos (Alas de la Mañana), incluido en el álbum Dos zorros (2004), de Lito Epumer y un tema ínédito (Lenny Blues) perteneciente a la obra de teatro del mismo nombre. El álbum doble goza de excelente recepción por parte de la crítica y seguidores del músico, trepando rápido en los charts de ventas a pocos días de su lanzamiento. Fue lanzado como CD doble y DVD doble. Se considera el homenaje mejor logrado tras la muerte de Spinetta. 

## Lista de canciones
Todas las canciones son acreditadas a Luis Alberto Spinetta, excepto donde está anotado

### Disco 1
1. Tema de Pototo (Spinetta - Molinari)
2. Cantata de puentes amarillos
3. Perdonado (Niño Condenado)
4. Kamikaze
5. No te busques ya en el umbral
6. Dulce 3 Nocturno (Spinetta - Frascino - Amaya)
7. Todas las hojas son del viento
8. Resumen porteño
9. Figuración
10. Serpiente (Viaja por la Sal)
11. Los libros de la buena memoria
12. Cementerio Club
13. Sexo

### Disco 2
1. Blues de Cris
2. Lenny Blues (Spinetta - Aznar)
3. El Anillo del Capitán Beto
4. Barro tal vez
5. Durazno sangrando
6. ¿No ves que ya no somos chiquitos?
7. Alas de la Mañana (Spinetta - Aznar)
8. Todos estos años de gente
9. Que ves el cielo
10. Seguir viviendo sin tu amor
11. Quedándote o yéndote (Spinetta - Eduardo Martí)
12. Muchacha (Ojos de papel)
13. Ella también

## Personal
- Pedro Aznar: Voz, guitarra eléctrica, guitarra acústica y bajo.
- Hector "Pomo" Lorenzo: Batería
- Andrés Beeuwsaert: Teclados, Voz.
- Roxana Amed: voz en "Barro tal vez" y "Durazno sagrando".
- El público presente, cantó "Muchacha ojos de papel" a pedido de Pedro.

- Datos: Q5390315